# Shirleysburg (Pennsylvanie)
Shirleysburg est un borough situé au sud-est de la partie centrale du comté de Huntingdon, en Pennsylvanie, aux États-Unis,. En 2010, il comptait une population de 150 habitants. Le borough est incorporé le 3 avril 1837.

## Démographie
Lors du recensement de 2010, le borough comptait une population de 150 habitants. Elle est estimée, en 2019, à 159 habitants.

### Source de la traduction
- (en) Cet article est partiellement ou en totalité issu de l’article de Wikipédia en anglais intitulé « Shirleysburg, Pennsylvania » (voir la liste des auteurs).